# Kveim-Test
Der Kveim-Test (auch „Nickerson-Kveim-“ oder „Kveim-Siltzbach-Test“) ist ein medizinischer Hauttest, der zur Diagnostik bei Sarkoidoseverdacht eingesetzt wurde. Er wurde 1941 von dem Osloer Arzt Morten A. Kveim veröffentlicht, jedoch war ein ähnlicher Test bereits 1935 von Williams und Nickerson beschrieben worden. Der Test wird heute nicht mehr angewandt und besitzt insofern nur noch eine historische Bedeutung.
Zur Herstellung der flüssigen Testsubstanz wurde Milz- oder Lymphknotengewebe von Sarkoidosekranken benötigt. Dieses wurde zermahlen, aufgeschwemmt und wärmebehandelt, so dass eine sterile Suspension entstand. Hersteller waren amerikanische und australische Firmen, ferner einzelne Forscher, wobei durch die Uneinheitlichkeit der Testsubstanzen die Einheitlichkeit der Testergebnisse unbefriedigend war.

## Prinzip
Zellhaltiges Material von Sarkoidosekranken ist in der Lage bei anderen Erkrankten eine sarkoidosetypische Knötchenbildung auszulösen. Der dieser Reaktion zu Grunde liegende Wirkstoff ist nicht bekannt. 

## Durchführung
0,15 ml der Testsubstanz werden am Unterarm hohlhandseitig streng intrakutan (in die oberste Hautschicht) eingespritzt. Die Injektionsstelle wird markiert. Nach 3 bis 6 Wochen wird aus dieser eine Gewebeprobe entnommen. Diese Entnahme ist zwingend erforderlich, unabhängig davon, ob sich ein typischer 2 bis 7 mm großer derber, bräunlich-rötlicher Hautknoten gebildet hat. Das Gewebe wird licht- oder elektronenmikroskopisch auf die Merkmale eines sarkoidoseähnlichen Knötchens (Granulom) hin untersucht.

## Bewertung
Gesunde Personen reagieren auf die Einspritzung der Testsubstanz üblicherweise nicht. Eine falsch-positive Reaktion kann in bis zu 3 % der Fälle auftreten. Tatsächlich Sarkoidosekranke werden – abhängig von der Art des verwendeten Testmaterials, dem Stadium und der Lokalisation der Erkrankung – zu 70 bis 90 % positiv getestet. Eine Kortisontherapie schwächt die Hautreaktion ab. Die Reaktionsbereitschaft des Körpers bildet sich nach ausgeheilter Sarkoidose im Verlauf von Jahrzehnten zurück. 

## Probleme
Da eine Testsubstanz kaum noch zur Verfügung stand und seit Mitte der 1990er Jahre gar nicht mehr erhältlich war, kam der Kveim-Test außer Gebrauch. Auch konnte nicht ausgeschlossen werden, dass durch die Einspritzung des menschlichen Testmaterials eine Infektion mit Boviner spongiformer Enzephalopathie (BSE) („Rinderwahn“) hervorgerufen wird. Zudem war die Vortestung des Materials an Kranken und Gesunden zur Sicherung einer ausreichenden Wirksamkeit aufwändig, die mehrwöchige Testdauer problematisch und die Notwendigkeit eines kleinen chirurgischen Eingriffs (Hautgewebeentnahme) belastend. Hinzu kam die Verbesserung alternativer diagnostischer Methoden. Daher wurde seit Anfang der 1970er Jahre in der wissenschaftlichen Literatur zunehmend Kritik laut, so dass der Test außer Gebrauch kam.

## Alternative Untersuchungsmethoden
Lungengewebegewinnung mittels bronchialer Spiegelung (Bronchoskopie) oder Mediastinoskopie und anschließende mikroskopische Untersuchung.